# Festival des 3 Continents 1982
Le Festival des 3 Continents 1982, 4e édition du festival, s'est déroulé du 23 au 30 novembre 1982.

## Déroulement et faits marquants
Outre la compétition, la 4e édition du festival propose des hommages aux réalisateurs indiens Guru Dutt et Ritwik Ghatak ainsi qu'un panorama du cinéma brésilien.

## Jury
- Robert Kramer : réalisateur américain
- Patrick Bauchau : acteur belge
- João Bénard da Costa : directeur de la Cinémathèque de Lisbonne
- Patricia Moraz : réalisatrice suisse
- Enzo Ungari : scénariste italien

## Sélection

### En compétition
| Titre                          | Réalisation                 | Pays         |
| ------------------------------ | --------------------------- | ------------ |
| Asa Branca                     | Djalma Limongi Batista      | Brésil       |
| Canaguaro                      | Dunav Kuzmanich             | Colombie     |
| Carmen tropicale               | Román Chalbaud              | Venezuela    |
| Efunsetan Animoura             | Bankole Bello               | Nigeria      |
| Love Brewed in the African Pot | Kwaw Ansah                  | Ghana        |
| L'incident du demi-mètre       | Samir Zikra                 | Syrie        |
| L'oiseau sur la route          | Mohamed Khan                | Égypte       |
| Les Voisins                    | Zheng Dongtian et Xu Guming | Chine        |
| Lumière éteinte                | Phạm Văn Khoa               | Viêt Nam     |
| Mon fils mon amour             | Aribam Syam Sharma          | Inde         |
| Nightsongs                     | Marva Nabili                | Iran         |
| Un parmi d’autres              | Ariel Zuniga                | Mexique      |
| Wend Kuuni                     | Gaston Kaboré               | Burkina Faso |

### Autres programmations
- Hommage à Guru Dutt
- Hommage à Ritwik Ghatak
- Panorama du cinéma brésilien

## Palmarès
- Montgolfière d'or : Mon fils mon amour de Aribam Syam Sharma[1]